# Islamiska rörelsen för Azawad
Islamiska rörelsen för Azawad är en tuaregisk utbrytargrupp från islamististrörelsen Ansar al-Din, i norra Mali.